# Stigmatogaster subterranea
Stigmatogaster subterranea – inwazyjny gatunek parecznika z rodziny Himantariidae. Jest to gatunek uznawany za zachodnio- i północnoeuropejski. Do Francji, Belgii, Holandii, Anglii, Irlandii oraz Danii rozprzestrzenił się prawdopodobnie przy udziale człowieka. W 1991 r. odkryty na terenie Cmentarza Zasłużonych (Cytadela) w Poznaniu; do 2009 r. nie rozprzestrzenił się poza to stanowisko.
Posiada wysmukłe, rozszerzone pośrodku ciało. Dominujące ubarwienie – żółte do jasnobrązowego. Głowa i pierwszy segment są zazwyczaj znacznie ciemniejsze. Głowa jest nieco szersza niż dłuższa, ze słabo zaznaczoną bruzdą. Czułki są w przybliżeniu dwukrotnie dłuższe od szerokości głowy. Człony czułków są nieco szersze niż dłuższe, z wyraźnymi krótkimi szczecinkami.
Średnia długość ciała: 50–60 mm; szerokość: 1,4 mm. Średnia liczba segmentów ciała: samiec: 77–81; samica: 79–83.